# Edzard I av Ostfriesland
Edzard I (även kallad Edzard den store), greve av Ostfriesland och huset Cirksena, född 1461, död den 14 februari 1528 i Emden.
Edzard var son till greve Ulrich av Ostfriesland. Från år 1492 var han regerande greve i Ostfriesland. Under hans regeringstid kom Harlingerland och Jever under ostfriesiskt styre. Under denna tid genomfördes även reformationen i Ostfriesland, en ny landsrätt togs fram och myntväsendet reformerades. Utrikespolitiskt deltog Edzard i den sachsiska fejden, bland annat som motståndare till den kejserlige ståthållaren i Nederländerna. Edzard försökte även att lägga under sig den nederländska staden Groningen.
Edzard tog 1515 initiativet till den ostfrisiska landrätten.